# Controguerra
Controguerra – miejscowość i gmina we Włoszech, w regionie Abruzja, w prowincji Teramo.
Według danych na rok 2004 gminę zamieszkiwało 2480 osób, 112,7 os./km².